# Carex socialis
Carex socialis là một loài thực vật có hoa trong họ Cói. Loài này được Mohlenbr. & Schwegman mô tả khoa học đầu tiên năm 1969.